# Station Corcieux-Vanémont
Station Corcieux-Vanémont is een spoorwegstation in de Franse gemeente La Houssière.